# 奥村悦造
奥村 悦造（おくむら えつぞう、1907年（明治40年）10月9日 - 1980年（昭和55年）1月31日）は、日本の実業家、政治家。参議院議員（1期）、滋賀県副知事。

## 経歴
滋賀県出身。1930年（昭和5年） 同志社高等商業学校を卒業した。
奥村鉱業社長、滋賀新聞取締役社長、琵琶湖ホテル取締役社長などを務めた。
政界では、大津市議会議員、滋賀県議会議員、同議長、滋賀県副知事、自由民主党滋賀県支部連会長などを務めた。1961年（昭和34年）3月、滋賀県立琵琶湖文化館建設資材として砕石を寄付により1964年（昭和37年）2月27日に紺綬褒章受章。1965年（昭和40年）7月の第7回参議院議員通常選挙に滋賀地方区から自由民主党所属で出馬して当選し、参議院議員を1期務めた。
その他、滋賀県自衛隊父兄会長、同県体育協会長、同県武道会長、同県消防協会長などを務めた。
1970年（昭和45年）9月、滋賀県草津市教育施設整備費のため500万円寄付により1971年（昭和46年）2月24日に紺綬褒章受章（飾版）、寄付の功績顕著として木杯一組台付を賜った。
1977年（昭和52年）秋の叙勲で勲三等旭日中綬章受章（勲八等からの昇叙）。
1980年1月、肺炎により大津市の滋賀病院（現地域医療機能推進機構滋賀病院）で死去した。死没日をもって正五位に叙されるに叙される。